# Ренн (станция метро)
Ренн (фр. Rennes) — станция линии 12 Парижского метрополитена, расположенная в VII округе Парижа. Названа по одноимённой улице (фр. Rue de Rennes), получившей своё имя в честь города Ренна.

## История
- Станция открылась 5 ноября 1910 года в составе первого пускового участка тогдашней линии А компании «Север-Юг» (с 1931 года линии 12 Парижского метрополитена) Порт-де-Версаль — Нотр-дам-де-Лоретт. Однако 2 сентября 1939 года, в связи с началом Второй Мировой войны, станция была закрыта в целях экономии ресурсов метрополитена (работали только 85 станций на 14 тогдашних линиях). Повторное открытие станции состоялось лишь 20 мая 1968 года, но в ограниченном режиме работы: станция работала только по будням с 6:00 до 20:00 (аналогичный режим работы вводился на станции "Льеж", где был отменён только в 2006 году), в остальные дни можно было воспользоваться расположенной поблизости станцией Сен-Пласид на линии 4. Ограничения режима работы были окончательно отменены 6 сентября 2004 года.[2].
- Пассажиропоток по станции по входу в 2011 году, по данным RATP, составил 1 307 167 человек[3]. В 2013 году этот показатель незначительно снизился и составил 1 297 127 пассажиров (284 место по уровню входного пассажиропотока в Парижском метро)[4]